# Rostroraja
Rostroraja is een geslacht van kraakbeenvissen uit de familie van de Rajidae.

## Soorten
- Rostroraja ackleyi (Garman, 1881) – Veeloogrog
- Rostroraja alba (Lacepède, 1803) – Witte rog
- Rostroraja bahamensis (Bigelow & Schroeder, 1965) – Bahamarog
- Rostroraja cervigoni (Bigelow & Schroeder, 1965) – Venezolaanse rog
- Rostroraja eglanteria (Bosc, 1800) – Pinokkiorog
- Rostroraja equatorialis (Jordan & Bollman, 1890) – Equatorrog
- Rostroraja texana (Chandler, 1921)	 – Medaillonrog
- Rostroraja velezi (Chirichigno F., 1973)	 – Raspstaartrog